# Dobronínská pánev
Dobronínská pánev je geomorfologický okrsek tvořící součást Jihlavsko-sázavské brázdy, v jejíž severní části leží. Jedná se o plochou pahorkatinu, kterou tvoří biotitické a korieritické ruly. Reliéf dna tvoří sníženiny s rozsáhlými plošinami zarovnaného povrchu s pozůstatky sedimentů rozvětvené neogenní říční a jezerní sítě. Povrch je pokryt sprašovými hlínami. Nejvyšším bodem je Duškův kopec (539 m) u obce Pohled. Krajina je málo zalesněná, převažují smrkové porosty s borovicí a březové lesíky. Nacházejí se zde pedimenty splývajíc do pediplénu.